# Flaminio Paleologo
Flaminio Paleologo (Casale Monferrato, 1518 – Goito, 24 maggio 1571) è stato un militare italiano.

## Biografia
Era figlio naturale del marchese Giovanni Giorgio del Monferrato, ultimo marchese del Monferrato della dinastia dei Paleologi. Alla sua morte, avvenuta nel 1533, si aprì di fatto la successione del feudo imperiale di Monferrato. L'imperatore Carlo V, nel 1536, investì del feudo Margherita Paleologa, che nel 1531 aveva sposato a Mantova Federico II di Mantova, duca di Mantova.
Il decreto imperiale accantonò le pretese di Flaminio in quanto, essendo figlio illegittimo, non poteva aspirare alla successione del Monferrato. Ricevette però dal padre, nel 1532, le investiture di San Giorgio Monferrato e di Caluso. Sotto il dominio di Guglielmo Gonzaga, duca di Mantova e marchese di Monferrato, Flaminio fu nominato governatore del Monferrato.
Le continue vessazioni operate dai Gonzaga nei confronti della popolazione, spinsero i cittadini alla ribellione. Alla congiura partecipò anche Flaminio che, nel 1567, doveva portare all'assassinio di Guglielmo Gonzaga, durante l'insediamento del vescovo di Casale Ambrogio Aldegati: il duca si salvò perché i suoi uomini scoprirono per tempo il complotto. Flaminio Paleologo fu arrestato e condotto in carcere nella rocca di Goito, dove Guglielmo incaricò Agostino Valla, governatore di Mantova, di avvelenare Flaminio. Il medico Francesco Valerio ed il farmacista "messer Pavolo" furono le braccia esecutive del Valla. Flaminio morì intossicato dai due sanitari il 24 maggio 1571.

## Discendenza
Flaminio sposò la mantovana Lucina della Torre (m. 24 settembre 1593), figlia del Nobile Sigismondo Fanzini di Mantova, dalla quale ebbe sette figli:
- Teodoro, che partecipò alla congiura contro i Gonzaga, ebbe discendenti ancora vivente;
- Giovanni;
- Laura;
- Margherita, sposata nel 11 luglio 1589 a ... Scazzoso;
- Isabella;
- Eleonora;
- Ferdinando, ebbe discendenti che si estinsero nel XX secolo.

## Ascendenza
|                                 |   |                          | Genitori             |  |  | Nonni |  |  | Bisnonni                        |  |  | Trisnonni                 |  |
|                                 |   |                          |                      |  |  |       |  |  | Giovanni Giacomo del Monferrato |  |  | Teodoro II del Monferrato |  |
|                                 |   |                          |                      |  |  |       |  |  | Giovanni Giacomo del Monferrato |  |  | Teodoro II del Monferrato |  |
|                                 |   | Giovanna di Bar          |                      |  |  |       |  |  | Giovanni Giacomo del Monferrato |  |  |                           |  |
| Bonifacio III del Monferrato    |   |                          |                      |  |  |       |  |  | Giovanni Giacomo del Monferrato |  |  |                           |  |
|                                 |   | Giovanna di Savoia       | Amedeo VII di Savoia |  |  |       |  |  |                                 |  |  |                           |  |
|                                 |   | Giovanna di Savoia       | Amedeo VII di Savoia |  |  |       |  |  |                                 |  |  |                           |  |
|                                 |   | Giovanna di Savoia       | Bona di Berry        |  |  |       |  |  |                                 |  |  |                           |  |
| Giovanni Giorgio del Monferrato |   | Giovanna di Savoia       |                      |  |  |       |  |  |                                 |  |  |                           |  |
|                                 |   | Stefan III Branković     | Đurađ Branković      |  |  |       |  |  |                                 |  |  |                           |  |
|                                 |   | Stefan III Branković     | Đurađ Branković      |  |  |       |  |  |                                 |  |  |                           |  |
|                                 |   | Stefan III Branković     | Irene Cantacuzena    |  |  |       |  |  |                                 |  |  |                           |  |
| Maria Branković                 |   | Stefan III Branković     |                      |  |  |       |  |  |                                 |  |  |                           |  |
|                                 |   | Angelina Arianit Komneni | Giorgio Arianiti     |  |  |       |  |  |                                 |  |  |                           |  |
|                                 |   | Angelina Arianit Komneni | Giorgio Arianiti     |  |  |       |  |  |                                 |  |  |                           |  |
|                                 |   | Angelina Arianit Komneni | Maria Muzaka         |  |  |       |  |  |                                 |  |  |                           |  |
| Flaminio Paleologo              |   | Angelina Arianit Komneni |                      |  |  |       |  |  |                                 |  |  |                           |  |
|                                 | … | …                        |                      |  |  |       |  |  |                                 |  |  |                           |  |
|                                 | … | …                        |                      |  |  |       |  |  |                                 |  |  |                           |  |
|                                 | … | …                        |                      |  |  |       |  |  |                                 |  |  |                           |  |
| …                               | … |                          |                      |  |  |       |  |  |                                 |  |  |                           |  |
|                                 |   | …                        | …                    |  |  |       |  |  |                                 |  |  |                           |  |
|                                 |   | …                        | …                    |  |  |       |  |  |                                 |  |  |                           |  |
|                                 |   | …                        | …                    |  |  |       |  |  |                                 |  |  |                           |  |
| …                               |   | …                        |                      |  |  |       |  |  |                                 |  |  |                           |  |
|                                 |   | …                        | …                    |  |  |       |  |  |                                 |  |  |                           |  |
|                                 |   | …                        | …                    |  |  |       |  |  |                                 |  |  |                           |  |
|                                 |   | …                        | …                    |  |  |       |  |  |                                 |  |  |                           |  |
| …                               |   | …                        |                      |  |  |       |  |  |                                 |  |  |                           |  |
|                                 |   | …                        | …                    |  |  |       |  |  |                                 |  |  |                           |  |
|                                 |   | …                        | …                    |  |  |       |  |  |                                 |  |  |                           |  |
|                                 |   | …                        | …                    |  |  |       |  |  |                                 |  |  |                           |  |
|                                 |   | …                        |                      |  |  |       |  |  |                                 |  |  |                           |  |